# Bahnhof Stuttgart-Bad Cannstatt
Der Bahnhof Stuttgart-Bad Cannstatt liegt an der Filstalbahn und der Remsbahn im Stuttgarter Stadtteil Bad Cannstatt. Er ist nach dem Hauptbahnhof der zweitwichtigste und mit seinen acht Gleisen der zweitgrößte Personenbahnhof in Stuttgart. Zusammen mit dem Untertürkheimer Bahnhof ist er der älteste Bahnhof in Württemberg.
Mit rund 36.600 Reisenden pro Tag war der Bahnhof um 2005 der sechstgrößte in Baden-Württemberg.

## Geschichte

### Erste Planungen
Für die damals noch selbständige Oberamtsstadt Cannstatt mit damals 5500 Einwohnern war bereits bei der Planung der Württembergischen Centralbahn eine Station vorgesehen. Ursprünglich bestand sogar der Vorschlag, die Station als Württembergischen Centralbahnhof zu errichten, da die Residenzstadt Stuttgart wegen ihrer geographischen Lage in einem Talkessel nach dem damaligen Stand der Technik nur von Cannstatt her erreicht werden konnte.
Am 5. Oktober 1845, noch bevor Stuttgart durch den Rosensteintunnel an das Schienennetz angeschlossen wurde, fuhr erstmals in Württemberg eine Eisenbahn von Cannstatt nach Untertürkheim. Der reguläre Betrieb wurde am 22. Oktober aufgenommen.

### Bis zum Zweiten Weltkrieg
Mit Zunahme des Reiseverkehrs wurde auch ein neues Empfangsgebäude für Cannstatt nötig. Die alte Oberamts- und Kurstadt hatte sich inzwischen mit der Residenzstadt Stuttgart vereint. Das heutige Bahnhofsgebäude wurde während des Ersten Weltkriegs begonnen und 1921 fertiggestellt.
Am 17. November 1912 wurde die 2,8 km lange Strecke zum Güterbahnhof Stuttgart-Untertürkheim in Betrieb genommen. Am 25. November 1915 wurde ein Teil neuen Bahnhofsanlagen, einschließlich der benachbarten neuen Neckarbrücke und den ersten beiden Gleisen des neuen Rosensteintunnels, in Betrieb genommen. Die Inbetriebnahme des 3. und 4. Gleises zum Hauptbahnhof, das dem Stuttgarter Vorortverkehr diente, folgte aufgrund des Krieges und Geldmangels erst am 26. Mai 1925.
Mitte 1933 wurde der Bahnhof von Stuttgart-Cannstatt in Stuttgart-Bad Cannstatt umbenannt.
Am 16. Oktober 1942 ereignete sich in der Einfahrt des Bahnhofs ein schwerer Eisenbahnunfall: Der Fahrplan konnte an diesem Tag nicht eingehalten werden, so dass der aus Waiblingen kommende Personenzug 1954 vor dem „Halt“ gebietenden Einfahrsignal des Bahnhofs zum Stehen kam. Der zuständige Mitarbeiter des Stellwerks vergaß ihn dort. Als der folgende Personenzug 1666 – ebenfalls aus Waiblingen – auf demselben Gleis auf den Bahnhof zufuhr, vermutete der zuständige Mitarbeiter des Stellwerks eine Signalstörung, griff in den Block ein und ließ den zweiten Zug in den gesperrten Streckenabschnitt einfahren, in dem immer noch Personenzug 1954 wartete. Bei dem folgenden Auffahrunfall starben 12 Menschen, 268 wurden verletzt.

### Nach dem Zweiten Weltkrieg
Ein weiterer schwerer Unfall ereignete sich am 1. Oktober 1957: Bei dichtem Nebel fuhr der Personenzug 3108 auf den Personenzug 1414 auf. Zehn Menschen starben, weitere 56 wurden verletzt.
Am 30. April 1989 wurde das Ausbesserungswerk Cannstatt geschlossen und das Gelände an Daimler-Benz verkauft.
Im Rahmen des 2. Ausführungsvertrages zur S-Bahn Stuttgart, der 1975 geschlossen worden war, wurde der Abschnitt zwischen Bad Cannstatt und Waiblingen von zwei auf vier Streckengleise ausgebaut. Die beiden seither als Fern- und Regionalverkehrsgleise genutzten Streckengleise gehen weiterhin in die Gleise 6 (aus Waiblingen) und 7 (nach Waiblingen) über. Die S-Bahn-Gleise wurden mit den Gleisen 2 (aus Waiblingen) und 3 (nach Waiblingen) verbunden. Zur Erinnerung an die erste Eisenbahn in Württemberg vor 140 Jahren wurde 1985 die Plastik Schienenhaufen von Karl-Heinz Franke auf dem Vorplatz aufgestellt.
Im Mai 2006 wurde nach 20 Monaten Arbeit eine umfassende Modernisierung des Bahnhofs abgeschlossen. Anlass war die Fußball-Weltmeisterschaft 2006. Dabei wurden mittels Aufzügen barrierefreie Zugänge zu den Bahnsteigen hergestellt und die Bahnsteig-Beläge erneuert, wobei die denkmalgeschützten Bahnsteigdächer erhalten blieben. Die unter dem Bahnhof durchführende Unterführung wurde unter Verwendung von Granit neu gestaltet, und der Vorplatz im Süden in Richtung Cannstatter Wasen neu möbliert. Die Kosten betrugen rund 6 Mio. €, die von der Deutschen Bahn, aus Mitteln des Gemeindeverkehrsfinanzierungsgesetzes, von der Stadt Stuttgart und vom Verband Region Stuttgart getragen wurden.
Im November 2017 wurde am Bahnsteiggleis 2 ein Leuchtbetonstreifen ein- und 2020 wieder ausgebaut.
Im Dezember 2021 kündigte die Deutsche Bahn an, 1,1 Millionen Euro in den Bahnhof zu investieren.

## Empfangsgebäude

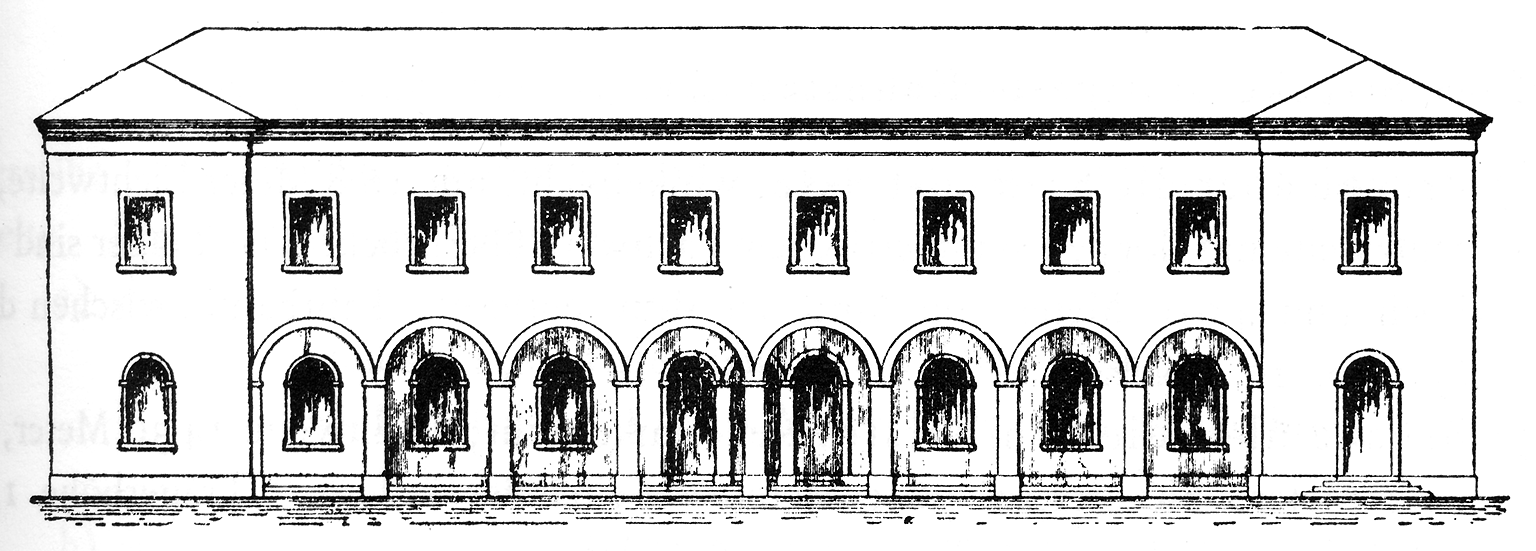
Erstes Empfangsgebäude von 1845

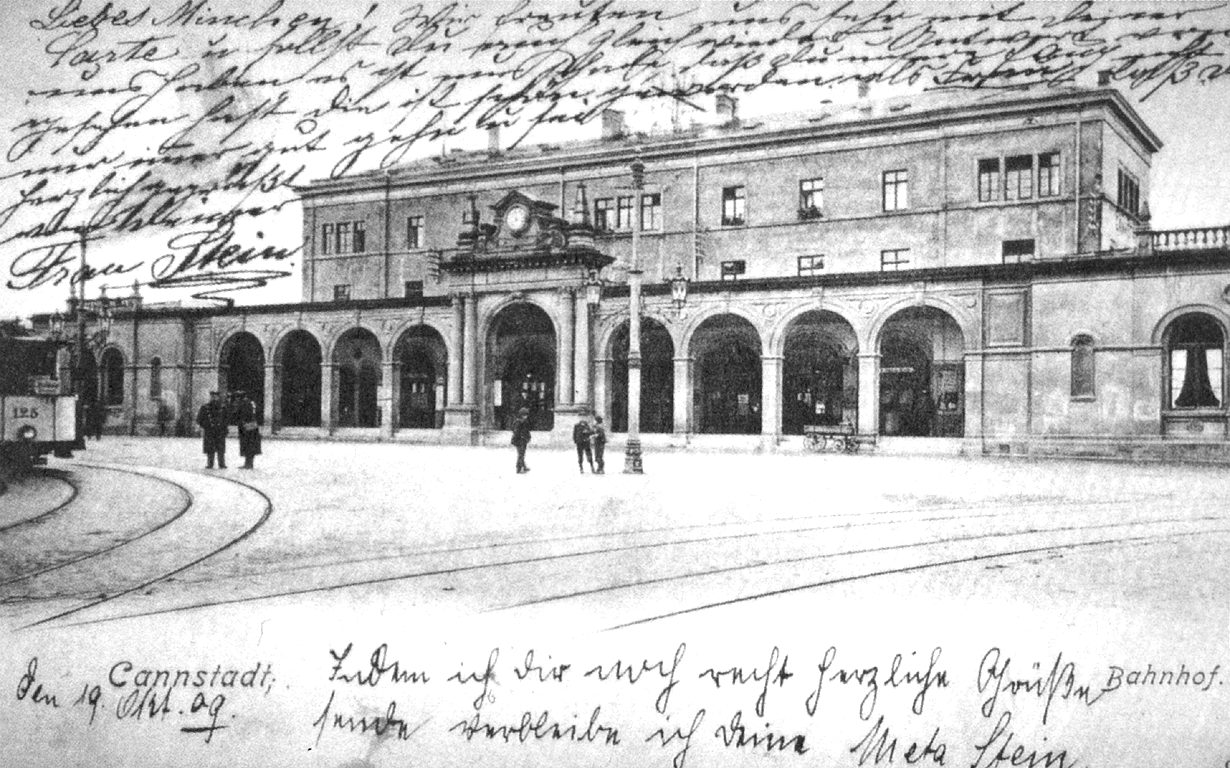
Erstes Empfangsgebäude nach den Umbauten von 1863 und 1886 (Postkarte von ca. 1900)

Das erste Empfangsgebäude in Cannstatt entstand vermutlich durch Michael Knoll, welcher es aus Karl Etzels Plänen für den ersten Stuttgarter Centralbahnhof entwickelte. Mit dem Bau des zweigeschossigen, schmalen Baus wurde 1844 parallel zum Stuttgarter Bahnhofsgebäude begonnen. Der äußerst schlichte, schmale Bau in Cannstatt war zehnachsig und verfügte über Seitenrisalite. Darin befanden sich im Erdgeschoss das Büro für den Bahnhofsvorsteher, zwei Wartesäle, das Kassenzimmer und ein Gepäcksaal. Im ersten Stock lagen Wohnräume und ein Konferenzraum. In zentraler Lage am Empfangsgebäude befand sich eine Drehscheibe. Symmetrisch angeordnet lagen links und rechts ein Wagen- und ein Lokschuppen. Zusätzlich gab es von Anfang an eine Güterhalle.
Der Zwang zur Sparsamkeit und den damit verbundenen kleinen Abmessungen führte schon bald zu Problemen. So konstatierte der Direktor der württembergischen Eisenbahnen bereits 1849: In den Stationsgebäuden in Cannstatt und Ludwigsburg sind die Vorhallen so eng, dass bei dem geringsten Gedränge die größte Verlegenheit entsteht. 1860 wurde das Empfangsgebäude um zwei Etagen erweitert, 1886 die Stadtseite durch eine Arkadenvorhalle ergänzt.
Das neue, von Martin Mayer entworfene und 1921 fertiggestellte Empfangsgebäude besteht aus drei Flügeln. Der höhere Mittelteil ist mit einem Walmdach gedeckt. Die Hauptfassade gliedert sich symmetrisch. Drei hohe Fenster erhellen die Eingangshalle. Ein zwei- und ein einstöckiger Seitenflügel erstrecken sich links und rechts des Mittelbaus. Im linken höheren Flügel mit seinen Rundfenstern ist die Bahnhofsverwaltung untergebracht. Auch in Cannstatt achtete man darauf, sachlich zu bauen und nicht im Klassizismus oder Jugendstil. Den Haupteingang zieren die Figuren von Zeus, Hermes und Athene.

## Betrieb
Im Trennungsbahnhof Stuttgart-Bad Cannstatt zweigt die Bahnstrecke Stuttgart-Bad Cannstatt–Nördlingen von der Filstalbahn ab. Dabei sind die Gleise 1 bis 4 von der Gleisanlage her dazu vorgesehen, den Nahverkehr aufzunehmen, und die Gleise 5 bis 8 den Fernverkehr. Die Gleise Richtung Waiblingen verlaufen dabei jeweils zwischen den Gleisen Richtung Plochingen, die Strecken werden am östlichen Bahnhofskopf höhenfrei ausgefädelt. Heute dienen die Gleise 2 und 3 ausschließlich der S-Bahn; die übrigen werden von Regionalzügen benutzt.
Der Bahnhof Stuttgart-Bad Cannstatt ist der Preisklasse 3 zugeordnet.

### Bahnsteigdaten
- 1: 76 cm auf 253 m
- 2: 96 cm auf 223 m, 55 cm auf 53 m und 28 cm auf 85 m
- 3: 96 cm auf 223 m, 55 cm auf 53 m und 28 cm auf 85 m
- 4: 76 cm auf 240 m und 55 cm auf 70 m
- 5: 55 cm auf 330 m
- 6: 55 cm auf 298 m
- 7: 55 cm auf 298 m
- 8: 55 cm auf 291 m[18]

### Regionalverkehr
| Linie  | Laufweg | Taktfrequenz                                                                           |
| ------ | --- | -------------------------------------------------------------------------------------- |
| MEX 12 | Heilbronn – Stuttgart – Bad Cannstatt – Esslingen (Neckar) – Plochingen – Wendlingen – Nürtingen – Metzingen (Württ) – Reutlingen – Tübingen               | Stundentakt                                                                            |
| MEX 13 | Stuttgart – Bad Cannstatt – Waiblingen – Schorndorf – Schwäbisch Gmünd – Aalen (– Ellwangen – Crailsheim)                                                  | Halbstundentakt (bis Ellwangen Stundentakt, bis Crailsheim Zweistundentakt)            |
| MEX 16 | Stuttgart – Bad Cannstatt – Esslingen (Neckar) – Plochingen – Göppingen – Geislingen (Steige) (– Ulm)                                                      | Halbstundentakt (bis Ulm Stundentakt)                                                  |
| MEX 18 | Osterburken – Heilbronn – Stuttgart – Bad Cannstatt – Esslingen (Neckar) – Plochingen – Wendlingen – Nürtingen – Metzingen (Württ) – Reutlingen – Tübingen | Stundentakt                                                                            |
| MEX 19 | Stuttgart – Bad Cannstatt – Waiblingen – Backnang – Gaildorf West (– Schwäbisch Hall-Hessental – Crailsheim)                                               | Stundentakt (nur Mo–Fr, nachmittags bis Schwäbisch Hall, einzelne Züge bis Crailsheim) |
| MEX 90 | Stuttgart – Bad Cannstatt – Waiblingen – Backnang – Gaildorf West – Schwäbisch Hall-Hessental (– Crailsheim)                                               | Zweistundentakt (in der HVZ bis Crailsheim)                                            |
| RE 90  | Stuttgart – Bad Cannstatt – Waiblingen – Backnang – Gaildorf West – Schwäbisch Hall-Hessental – Crailsheim – Ansbach – Nürnberg                            | Zweistundentakt                                                                        |

(Stand Dezember 2022)
Seit dem Fahrplanwechsel am 10. Dezember 2017 werden für einen Teil der in Bad Cannstatt Richtung Hauptbahnhof abfahrenden Regionalzüge im Bahnhof keine Abfahrtszeiten mehr angegeben, der Einstieg von Reisenden in diese Richtung ist unerwünscht. Die Regelung gilt für die Gegenrichtung in gleicher Weise.

### S-Bahn-Verkehr
| Linie | Laufweg |
| ----- | --- |
| S 1   | Kirchheim (Teck) – Wendlingen – Plochingen – Esslingen – Neckarpark – Bad Cannstatt – Hauptbahnhof – Schwabstraße – Vaihingen – Rohr – Böblingen – Herrenberg (Verstärkerzüge im Berufsverkehr zwischen Plochingen und Böblingen.)                     |
| S 11  | Neckarpark – Bad Cannstatt – Hauptbahnhof (tief) – Stadtmitte – Schwabstraße – Vaihingen – Rohr – Böblingen – Herrenberg |
| S 2   | Schorndorf – Endersbach – Waiblingen – Fellbach – Nürnberger Straße – Bad Cannstatt – Hauptbahnhof – Stadtmitte – Schwabstraße – Vaihingen – Rohr – Flughafen/Messe – Filderstadt (Verstärkerzüge im Berufsverkehr zwischen Schorndorf und Vaihingen.) |
| S 3   | Backnang – Winnenden – Waiblingen – Bad Cannstatt – Hauptbahnhof – Schwabstraße – Vaihingen – Rohr – Flughafen/Messe |

Mitte 2017 waren fast 90 Prozent der in Bad Cannstatt stadteinwärts fahrenden S-Bahnen verspätet, mit einer mittleren Verspätung von rund 1,3 Minuten.

## Ausblick
Im Zuge des Projektes „Stuttgart 21“ sind verschiedene Veränderungen an den Bahnanlagen des Bahnhofs geplant. So soll der Westkopf der Anlage im Zuge des Projektes neu geordnet werden. Die Bahnsteige 2 (Gleise 2 und 3) und 3 (Gleise 4 und 5) sollen dabei verkürzt werden, wobei laut DB-Angaben diese Bereiche bereits heute nicht mehr genutzt werden. Der Umbau sollte nach Fertigstellung der benachbarten Neckarbrücke Bad Cannstatt im Jahr 2019 erfolgen. Im Ostkopf ist die Anbindung einer eingleisigen Strecke zum Abstellbahnhof Untertürkheim vorgesehen. Der grundlegende Umbau des Westkopfs des Bahnhofs wurde zuletzt im Juli 2025 verschoben und soll nunmehr in mehreren Bauzuständen zwischen dem 11. Januar und 12. November 2027 erfolgen. Für die Strecke zum Abstellbahnhof wird kein Inbetriebnahmetermin mehr genannt.
Der Bahnhof soll ferner mit ETCS Level 2 „mit Signalen“ ausgerüstet werden. Testfahrten mit ETCS sollten im April 2024 beginnen und waren ab Juli 2024 geplant. Diese Termine wurden verfehlt.
Das Relaisstellwerk Bad Cannstatt sollte im Rahmen von Stuttgart 21 umgebaut werden. Diese Planung wurde im Rahmen des Digitalen Knoten Stuttgart um 2019/2020 verworfen. Es soll nunmehr bis 2025 in einem Digitalen Stellwerk Stuttgart aufgehen. Der Bahnhof gehört zukünftig zum Stell- und RBC-Bereich Untertürkheim, der von einem in Waiblingen entstehenden Bedien- und Technikstandort gesteuert werden soll. Die technischen Laufzeiten des Stellwerks wurden, unter anderem mit Blick auf aufwendige Fahrstraßen im Bahnhof Bad Cannstatt, optimiert. Aufgrund aufwendiger Verkabelung wird, nach Prüfung verschiedener Alternativen, im Ostkopf des Bahnhofs ein zusätzlicher Gleisfeldkonzentrator aufgebaut. Die vorübergehende Doppelausrüstung von konventioneller Leit- und Sicherungstechnik in Verbindung mit ETCS führt zu einer verdreifachten Kabelmenge und einem Mehraufwand (einschließlich späterem Rückbau) im unteren zweistelligen Millionen-Euro-Bereich. Für Arbeiten für das Stellwerk sollten vom 21. April bis 12. Mai 2023 die Gleise 5 bis 8 des Bahnhofs gesperrt werden, vom 9. Juni bis 29. Juli 2023 die Gleise 2 bis 7. Die Inbetriebnahme der Zentraleinheit Untertürkheim wurde inzwischen auf Mai 2024 verschoben, jene von ETCS auf Ende 2024. Ferner seien „[a]lternative ETCS-Releaseplanungen (…) in Erarbeitung“. Im Juni 2024 wurde die Stellwerks- und ETCS-Inbetriebnahme für den Bereich Bad Cannstatt/Untertürkheim auf Juli 2026 verschoben. Im Juli 2025 folgte eine weitere Verschiebung auf Oktober 2026.
Vom 26. Juli bis 5. September 2025 sollen die Bahnsteiggleise 1 bis 4 für Bauarbeiten gesperrt werden, vom 13. September bis 17. Oktober 2025 die Bahnsteiggleise 5 bis 8. Ab Juni 2025 sollen die Bahnsteigkanten an den Gleisen 5 bis 7 vorübergehend erhöht werden, damit S-Bahnen dort halten können (Die Bahnsteigkante an Gleis 8 ist bereits entsprechend erhöht). Da während dieser Bauarbeiten Fern- und Regionalverkehrszüge über die S-Bahn-Gleise 1 bis 4 geleitet werden, wir das S-Bahn-Angebot auf allen über Bad Cannstatt verkehrenden Linien auf einen Halbstundentakt reduziert.
Nach Inbetriebnahme von Stuttgart 21 soll das Bahnsteiggleis 1 möglicherweise ausschließlich von S-Bahnen genutzt und der Bahnsteig daher auf 96 cm über Schienenoberkante erhöht werden. Eine von Region Stuttgart und Land finanzierte Machbarkeitsstudie schätzt den Kosten für eine Erhöhung des Bahnsteigs am Gleis 1, nach Inbetriebnahme von Stuttgart 21 und zum Preisstand von 2016, auf ca. 1,8 Millionen Euro. Der VRS-Verkehrsausschuss sprach sich Mitte November 2017 für diese Maßnahme aus. Am 22. April 2020 beschloss der VRS-Verkehrsausschuss, eine entsprechende Planung (Leistungsphasen 1 bis 4) zu beauftragen. Ende 2021 lag die Grundlagenermittlung vor, wonach aufgrund von Räumen, die unter dem Bahnsteig liegen, mit erheblichen Auswirkungen auf das Bahnhofsgebäude zu rechnen ist. Anfang 2023 lag die Vorplanung vor. Die erwarteten Gesamtkosten (nach Vorplanung, Stand Mitte 2024) liegen bei ca. 3,3 Millionen Euro.
Ein im August 2021 veröffentlichter Entwurf für die Infrastrukturliste zum 3. Gutachterentwurfs des Deutschlandtakts enthält eine „Weichenverbindung für verbesserte Anbindung des Abstellbahnhofs“. Dafür sind, zum Preisstand von 2015, Kosten von elf Millionen Euro geplant.